# Nhị Kiều (soạn giả)
Nhị Kiều (1921 – 1 tháng 11 năm 2010) là một soạn giả cải lương Việt Nam tên thật Quản Thị Minh Nguyệt quê ở Bến Tre

## Tiểu sử
Soạn giả Nhị Kiều tên thật là Quản Thị Minh Nguyệt sinh năm 1921 tại làng An Thạnh, huyện Mỏ Cày, tỉnh Bến Tre.
Trong hơn 40 năm làm nghề bà đã viết hơn 100 vở tuồng và viết nhiều truyện ngắn, tiểu thuyết. Sau đó, vì mê ca hát và mến mộ tài năng của chàng kép trẻ Tám Vân (sau này là chồng bà), bà đã theo chân các đoàn hát và tập tành viết tuồng. Khởi đầu bà viết kịch bản cho các nhóm kịch: Túy Hồng, Thẩm Thúy Hằng, Kim Cương...
Những năm 1960 bà mới bắt đầu viết kịch bản cải lương, do lúc ấy chưa rành nhạc lý bài bản nên bà thường viết chung với các soạn giả như Hoa Phượng, Thế Châu..., phóng tác những tác phẩm văn chương thành các kịch bản cải lương nổi tiếng như: Tấm lòng của biển, Khói sóng Tiêu Tương, Nắng sớm mưa chiều, Hoa tím bằng lăng, Thanh Xà - Bạch Xà, Qua cầu đắng cay...
Năm 2009, chồng bà - nghệ sĩ Tám Vân cũng qua đời vì lâm bệnh nặng. Bà qua đời ngày 1 tháng 11 năm 2010 tại Bình Dương.

## Bút danh
Ban đầu bút danh của soạn giả là Cô Nguyệt sau đó đổi thành Hoàng Thị Nguyệt, cuối cùng là Nhị Kiều (có khi băng đĩa ghi là Nhuỵ Kiều).

## Tác phẩm
Soạn giả Nhị Kiều sáng tác khoảng 200 kịch bản cải lương, hơn 1000 bài vọng cổ và hàng chục kịch bản phim cải lương.

Các kịch bản cải lương nổi bật:
1. Bao Công xử án Trần Thế Mỹ (với Hoàng Lan)
2. Cánh chim bạt gió (với Thế Châu)
3. Cung thương sầu giọt đắng
4. Đường nào lên Thiên Thai (với Hoàng Lan)
5. Đường về Vạn Kiếp (với Nguyễn Đạt)
6. Gánh hàng hoa
7. Giấc mộng vương phi
8. Gió bấc lạnh lùng
9. Gió đưa cành liễu
10. Gió hú đồi xa
11. Giọt lệ tình
12. Giọt mưa thu
13. Hàn Tín Lã Hậu (với Nguyễn Liên)
14. Hoa cẩm chướng
15. Hoa cỏ dại (với Hữu Tài)
16. Hoa đồng cỏ nội (với Phương Ngọc)
17. Hồng nhan đa truân
18. Hương lúa tình quê (với Anh Tuyến)
19. Huyền thoại một chuyện tình
20. Kim Hồ Điệp(cùng Anh Tuyến)
21. Khói sóng Tiêu Tương (với Hà Triều – Hoa Phượng)
22. Kiếp phù dung
23. Kỷ niệm đêm giáng sinh
24. Làm dâu trăm họ (với Thế Châu)
25. Lâm Sanh Xuân Nương
26. Lâu đài tình ái
27. Lỡ chuyến đò thương
28. Lỗi tình cố nhân (với Anh Tuyến)
29. Lòng người bạc đen
30. Lục Vân Tiên (với Thế Châu)
31. Mạnh Lệ Quân (với Nguyễn Đạt)
32. Mùa sen trắng nở (với Nguyễn Đạt)
33. Mùa thu lá bay (với Thế Châu)
34. Một chút vấn vương
35. Nắng sớm mưa chiều
36. Người khách thương hồ
37. Những đứa con lai
 hay Kiếp hoa trong thời loạn (với Thanh Cao)
38. Nửa đêm chợt tỉnh
39. Qua cầu đắng cay (với Thế Châu)
40. Sở Vân (với Thế Châu)
41. Từ bỏ chốn giang hồ (với Anh Tuấn)
42. Tóc trắng mẹ bay
43. Tâm sự cha tôi (với Thế Châu)
44. Thạch Phá Thiên (với Nguyễn Đạt)
45. Thanh Xà – Bạch Xà
46. Trăng nước Lạc Dương Thành
47. Trăng rụng bến Từ Châu (với Anh Tuyến)
48. Vầng trăng bên kia sông
49. Vết thương kỷ niệm
50. Vị đắng lá sầu đâu